# Bob Garretson
Bob Garretson (ur. 8 września 1933 w Sunnyvale, zm. 13 kwietnia 2025) – amerykański kierowca wyścigowy. Właściciel zespołu Garretson Developments.

## Kariera
Garretson rozpoczął karierę w międzynarodowych wyścigach samochodowych w 1980 roku od startów w klasie GTX World Sportscar Championship, gdzie jednak nie zdobywał punktów. W późniejszych latach Amerykanin pojawiał się także w stawce World Challenge for Endurance Drivers, 24-godzinnego wyścigu Daytona, IMSA Camel GT Challenge, World Championship for Drivers and Makes, IMSA Camel GT Championship, FIA World Endurance Championship, 24-godzinnego wyścigu Le Mans oraz IMSA Camel GTO.